# Раджбирадж
Раджбирадж (непальск. राजबिराज) — город и муниципалитет на юго-востоке Непала, в районе Саптари зоны Сагарматха Восточного региона страны. Расположен вблизи индийской границы, на высоте 75 м над уровнем моря. Шоссе, пересекающее страну с запада на восток (East-West Highway), проходит примерно в 10 км к северу от Раджбираджа. Имеется аэропорт, принимающий местные рейсы. Городской транспорт представлен главным образом велорикшами и моторикшами. В Раджбирадже расположены несколько колледжей.
Население по данным переписи 2011 года составляет 37 738 человек, из них 19 684 мужчины и 18 054 женщины.